# Joanne Thompson (femme politique)
Pour les articles homonymes, voir Joanne Thompson et Thompson.
Joanne Thompson, née à Saint-Jean de Terre-Neuve à Terre-Neuve-et-Labrador, est une infirmière et femme politique canadienne. Elle représente la circonscription de St. John's-Est à la Chambre des communes du Canada depuis 2021 sous la bannière du Parti libéral du Canada.
Le 20 décembre 2024, elle est nommée ministre des Aînés dans le gouvernement de Justin Trudeau et le 14 mars 2025, elle devient ministre des Pêches dans le gouvernement Carney

## Biographie
Lors du remaniement du 20 décembre 2024, elle est nommée ministre des Aînés dans le gouvernement de Justin Trudeau.
Le 14 mars 2025, elle est nommée ministre des Pêches dans le gouvernement de Mark Carney.